# Daorszok
A daorszok vagy daorizok (ógörög Δαόριζοι, Δαούρσιοι, latin Daorsi, Daversi) az illírek közé tartozó törzs volt az ókorban, szállásterületük a Narón folyótól délre fekvő területeken húzódott, a mai Bosznia-Hercegovina déli és Montenegró északnyugati peremvidékén. A történeti források az Illír Királyság legészakibb népeként említik őket az i. e. 3–2. század fordulójától, de székhelyük, a Daorszón néven is említett ošanjići erőd már az i. e. 5–4. századtól falakkal védett település volt. Az i. e. 2. századra társadalmuk részlegesen hellenizálódott, koinonba szerveződtek és saját pénzt bocsátottak ki, és ebben az i. e. 168. évi római hódítás sem hozott változást. Az i. e. 1. században székhelyük elnéptelenedett, és az i. sz. 1. századra a daorszok is jelentősen megfogyatkoztak.

## Területük és településeik
A daorszok első említése az i. e. 2. századból ismert. Ekkor az Illír Királyság legészakibb népei voltak, akik a Narón (Neretva) folyó alsó folyásától délre fekvő vidéken éltek a Rhizóni-öbölig (Kotori-öböl) húzódó szállásterületeiken. Ezzel szemben N. G. L. Hammond a Narón jobb partján, a Pharosz szigetével szemközti partvidéken helyezte el a daorszok által lakott vidéket. Északi szomszédaik a Naróntól északra élő dalmaták voltak. Az i. sz. 1. században Plinius továbbra is a Neretva és a Kotori-öböl közötti területet tulajdonította a daorszoknak, amelyen egy korábban nem említett törzzsel, a derémesztákkal osztoztak. Keleti szomszédaik ekkor a kheraunok, a glintidiónok és a piruszták voltak. Legjelentősebb településük a mai Bosznia-Hercegovina déli részén, Stolac közelében fekvő ošanjići romváros volt (Daorszón).

## Történetük
Az Appianosz által megőrzött görög mítosz szerint az illírek ősatyjának és mitikus királyának, Illüriosznak számos fia és lánya volt. Lányainak egyikét Daorthónak hívták, aki a mítosz szerint a daorszok ősanyja lett. Érdekesség, hogy a balkanológus Schütz István forrásmegjelölés nélkül trák népnek tartotta a daorszokat.
A régészeti ásatások alapján fő településük, a ma Ošanjići néven ismert Daorszón városfalai az i. e. 5–4. századra datálhatóak, de hogy e korai időpontban mely törzs építette és lakta a várost, arra nincsenek epigráfiai adatok. A történeti források az i. e. 2. század elején említik először a daorszokat, akiknek Narón menti területeire III. Pleuratosz illír király terjesztette ki a fennhatóságát. Fia és utódja, Genthiosz király idejében már koinonba szerveződtek, és királyi jóváhagyással székvárosukban saját pénzt is vertek. A Genthiosz drachmájával súlyra is megegyező, a királyi jelvényeket ábrázoló érméiken ΔΑΟΡΣ (DAORSZ) vagy ΔΑΟΡΣΩΝ (DAORSZÓN) formában ethnoszukat is feltüntették. Az i. e. 168. évi harmadik római–illír háborúban a rómaiak által Szkodrában megszorongatott Genthiosz féltestvére, Karavantiosz felmentősereget igyekezett toborozni a daorszokból, de miután felfegyverezte őket, a rómaiak oldalára álltak és az illír uralkodó ellen fordultak. A Genthiosz vereségével és az Illír Királyság felszámolásával végződő háború után a római szenátus békehatározata éppen ezért a daorszokat is megemlítette a szabadságot és teljes adómentességet elnyert illír törzsek sorában.
A protektorátusuk alá vont illíriai területeket a rómaiak három körzetre osztották, ezek közül a legészakibb, amely Olküniontól Rhizónon át a Narón völgyéig terjedt, a daorszok területeit is magában foglalta. A római hódítás után is megőrizhették részleges autonómiájukat, koinonjuk fennmaradt, és pénzverési joguk sem szűnt meg. Az i. e. 168 után vert érméik előlapjára Redon illír tengeristen portréját, hátlapjára egy lembosz ábrázolását nyomták, emellett továbbra is feltüntették ethnoszukat ΔΑΟΡΣΩΝ (DAORSZÓN, ’a daorszoké’) alakban. A pénzt székvárosukban verték, amelynek korabeli neve nem ismert, és a régészeti irodalomban Ošanjić vagy – a numizmatikai leletek felirata alapján – szórványosan Daorszón vagy latinosan Daorsum néven említik. A romvárosban talált eszközanyag alapján az i. e. 2. században a daorszok fémművessége, főként bronzművessége fejlettnek volt mondható.
Az i. e. 160-as évektől a rómaiak a meghódított területekről északra élő dalmatákkal találták szemben magukat, akik nem csak a part menti hellenisztikus városokat támadták, de a daorszok területére is be-betörtek, például i. e. 158-ban. Az i. e. 156-os római–dalmata háború során a daorszok földje szolgált a római hadsereg fő felvonulási területéül. Az elkövetkező évszázadok történeti forrásai nem bővelkednek a daorszokról szóló híradásokban. A régészeti feltárások alapján Daorszónt az i. e. 1. században lerombolták, és lakosai nem is építették újra városukat. Plinius az i. sz. 70-es években még megemlítette a Rhizóni-öböl és a Narón – vagy latin nevükön a Risiniumi-öböl és a Narona – között élő daorszokat, lélekszámukat pedig a Naronai conventuson (Conventus Naronensis) belül 17 decuriára tette, azaz addigra jelentősen megfogyatkoztak.